# Лайма (Монтана)
Лайма (англ. Lima, Montana) — город, расположенный в округе Биверхед (штат Монтана, США) с населением в 221 человек по статистическим данным переписи 2010 года.

## География
По данным Бюро переписи населения США город Лайма имеет общую площадь в 1,37 квадратный километр, водных ресурсов в черте населённого пункта не имеется.
Город Лайма расположен на высоте 1 907 метров над уровнем моря.

## Демография
По данным переписи населения 2010 года в Лайме проживало 221 человек, 63 семьи, насчитывалось 106 домашних хозяйств и 173 жилых дома, расположенных со средней плотностью около 326,4 единиц на один квадратный километр. Средняя плотность населения составляла около 161,0 человек на один квадратный километр. Расовый состав Лаймы по данным переписи распределился следующим образом: 94,1 % белых, 0,9 % — чёрных или афроамериканцев, 0,9 % — коренных американцев, 0,9 % — выходцев с тихоокеанских островов, 2,7 % — представителей смешанных рас, 0,5 % — других народностей. Испаноговорящие составили 3,6 % от всех жителей города.
Из 106 домашних хозяйств в 23,6 % — воспитывали детей в возрасте до 18 лет, 49,1 % представляли собой совместно проживающие супружеские пары, в 6,6 % семей женщины проживали без мужей, в 3,8 % семей мужчины проживали без жён, 40,6 % не имели семей. 38,7 % от общего числа семей на момент переписи жили самостоятельно, при этом 11,3 % составили одинокие пожилые люди в возрасте 65 лет и старше. Средний размер домашнего хозяйства составил 2,08 человека, а средний размер семьи — 2,75 человека.
Средний возраст жителей составил 51,8 год. Население города по возрастному диапазону по данным переписи 2010 года распределилось следующим образом: 23,5 % — жители младше 18 лет, 2,8 % — между 18 и 24 годами, 13,7 % — от 25 до 44 лет, 34,8 % — от 45 до 64 лет и 25,3 % — в возрасте 65 лет и старше. На каждые 100 мужчин в Лайме приходилось 89,0 женщин, при этом на каждые сто женщин 18 лет и старше приходилось 93,5 мужчин также старше 18 лет.
Средний доход на одно домашнее хозяйство в городе составил 20 313 доллара США, а средний доход на одну семью — 28 438 долларов. При этом мужчины имели средний доход в 22 083 доллара США в год против 17 500 долларов среднегодового дохода у женщин. Доход на душу населения в городе составил 13 163 доллара в год. 20,6 % от всего числа семей в округе и 26,8 % от всей численности населения находилось на момент переписи населения за чертой бедности, при этом 47,4 % из них были моложе 18 лет и 11,9 % — в возрасте 65 лет и старше.